# Nya
Nya is een bestuurslaag in het regentschap Aceh Besar van de provincie Atjeh, Indonesië. Nya telt 185 inwoners (volkstelling 2010).